# جوني إيتكن
جوني إيتكن (بالإنجليزية: Johnny Aitken)‏ هو سائق سيارة سباق أمريكي، ولد في 3 مايو 1885 في إنديانابوليس في الولايات المتحدة، وتوفي بنفس المكان في 15 أكتوبر 1918 بسبب ذات الرئة القصبية والإنفلونزا الإسبانية وإنفلونزا.

## وصلات خارجية
- جوني إيتكن على موقع Racing-Reference.info (الإنجليزية)
- جوني إيتكن على موقع DriverDB.com (الإنجليزية)